# GS Marko
El GS Marko (en griego: Γυμναστικός Σύλλογος Μαρκοπούλου «Μαρκό») es un equipo de fútbol de Grecia que juega en la Segunda Superliga de Grecia, la segunda división nacional.

## Historia
El GS Marko fue fundado en 1927 y reconocido por la Corte de Primera Instancia de Atenas en 1930 por la decisión N° 7839. En 1961 fue reconocido oficialmente por la HFF con el registro N° 932 y se unió a la FCA Athens, iniciando a competir de manera oficial en 1961.
En 1969 logró el ascenso a la primera división de Atenas por primera vez, liga donde permaneció hasta la temporada 1972–73. En 1978 regresó a la primera división regional y se convirtió en un equipo competitivo. En 1984 fue campeón regional y logró el ascenso a la desaparecida Delta Ethniki, donde permaneció por tres temporadas. Desde 1994 se mantuvo entre la Delta Ethniki y la Gamma Ethniki por más de 15 años hasta su descenso a las ligas regionales en 2010. En 1995 el club sería campeón de la Delta Ethniki y ascendió a la Gamma Ethniki por primera vez, liga donde permaneció hasta el 2005.
En 2019 fue campeón regional y regresó a las ligas nacionales En la temporada 2019–2020 terminó en segundo lugar del grupo 6 de la Gamma Ethniki, descendiendo a las ligas regionales al año siguiente. En la temporada 2021–2022 regresó a la Gamma Ethniki luego de ganar el playoff de ascenso.
En la temporada 2024-25 el Marko ganó el grupo 4 de la Gamma Ethniki y por primera vez logra el ascenso a la Segunda Superliga de Grecia luego de vencer al  Ilisiakos por 2-1 y así jugar a nivel profesional por primera vez en su historia.

## Palmarés
- Gamma Ethniki: 1[7]

2024–25
- Delta Ethniki: 1

1994–95
- Athens FCA Championship: 1

1983–84
- Athens FCA Cup: 1

1994–95
- East Attica FCA Champions: 2[8]

2018–19, 2021–22

## Otras secciones deportivas
Aparte del fútbol, el club cuenta con secciones en atletismo, baloncesto, voleibol, ciclismo y tenis de mesa.